# Catalunya Romànica
Catalunya Romànica és una obra enciclopèdica sobre l'art romànic a Catalunya editada pel Grup Enciclopèdia Catalana. Està formada per 27 volums, publicats des de l'any 1984 sota la direcció de Jordi Vigué (1985-1990) i d'Antoni Pladevall (1990-1998), i pretenen establir un exhaustiu inventari sobre les expressions artístiques del l'art romànic en els comtats catalans. El volum Del romà al romànic (1999), sense número i dirigit per Pere de Palol i Antoni Pladevall, estudia l'art anterior al romànic.
L'obra integra tant il·lustracions de fotografies com plantes i alçats, croquis, documents, genealogies, biografies i tot el que es va creure necessari per ambientar bé la vida des dels inicis del segle xi fins a finals del segle xiii. Va comptar amb el finançament i l'impuls de la Fundació Enciclopèdia Catalana, la col·laboració de la Generalitat de Catalunya i l'alt patrocini de la Unesco.
El 8 de setembre de 2020 se'n va presentar la versió digitalitzada.

## Obra
- Volum I. Introducció general. Museu Nacional d'Art de Catalunya.
- Volum II i III. Osona I, i Osona II.
- Volum IV. Garrotxa.
- Volum V. Gironès, Selva, Pla de l'Estany.
- Volum VI. Alt Urgell-Andorra.
- Volum VII. Cerdanya. Conflent.
- Volum VIII i IX. Empordà I i Empordà II.
- Volum X. Ripollès.
- Volum XI. Bages.
- Volum XII. Berguedà.
- Volum XIII. Solsonès. Vall d'Aran.
- Volum XIV. Rosselló.
- Volum XV. Pallars Sobirà, Pallars Jussà.
- Volum XVI. Ribagorça.
- Volum XVII. Noguera.
- Volum XVIII. Vallès Occidental. Vallès Oriental.
- Volum XIX. Penedès, Anoia.
- Volum XX. Barcelona.
- Volum XXI. Tarragonès, Baix Camp, Alt Camp, Priorat i Conca de Barberà.
- Volum XXII. Museu Episcopal de Vic. Museu Diocesà i Comarcal de Solsona.
- Volum XXIII. Museu d'art de Girona. Tresor de la catedral. Museu diocesà d'Urgell. Museu Frederic Marés.
- Volum XXIV. Segrià. Garrigues. Pla d'Urgell, Segarra. Urgell.
- Volum XXV. Vallespir, Capcir. Donasà. Fenolleda i Perapertusés.
- Volum XXVI Tortosa i les Terres de l'Ebre. Llitera i Baix Cinca. Obra no arquitectonica dispersa i restaurada.
- Volum XXVII. Visió de síntesi. Restauracions i noves troballes. Bibliografia. Índexs generals.